# Trần Quang Khải (kiểm sát viên)
Trần Quang Khải là kiểm sát viên người Việt Nam. Nguyên là Viện trưởng Viện kiểm sát nhân dân tỉnh Hậu Giang.

## Tiểu sử
Trần Quang Khải là Đảng viên Đảng Cộng sản Việt Nam.
Từ năm 2008, Trần Quang Khải nhậm chức Phó Viện trưởng Viện kiểm sát nhân dân tỉnh Hậu Giang.
Trần Quang Khải tiếp tục giữ chức vụ Phó Viện trưởng Viện kiểm sát nhân dân tỉnh Hậu Giang đến tháng 1 năm 2016.
Chiều ngày 16 tháng 10 năm 2015, tại Đại hội đại biểu Đảng bộ Đảng Cộng sản Việt Nam tỉnh Hậu Giang lần thứ 13, Trần Quang Khải được bầu vào Ban Chấp hành Đảng bộ tỉnh Hậu Giang nhiệm kì 2015-2020.
Ngày 1 tháng 4 năm 2016, Trần Quang Khải, Quyền Viện trưởng Viện kiểm sát nhân dân tỉnh Hậu Giang, được Viện trưởng Viện kiểm sát nhân dân tối cao Việt Nam bổ nhiệm giữ chức vụ Viện trưởng Viện kiểm sát nhân dân tỉnh Hậu Giang nhiệm kì 5 năm.